# Jonathan Plagnol
Jonathan Plagnol, né le 25 mai 1983 à Lyon, est un karatéka français.
Il est champion du monde de kata par équipe en 2006, vice-champion du monde de kata par équipe en 2006 et médaillé de bronze de kata par équipe en 2011.